# Simulium albellum
Simulium albellum är en tvåvingeart som beskrevs av Rubtsov 1947. Simulium albellum ingår i släktet Simulium och familjen knott. Inga underarter finns listade i Catalogue of Life.